# Радио «Азаттык» (Кыргызстан)
Радио «Азаттык» (кирг. Азаттык үналгысы) — кыргызская служба Радио «Свобода».

## История
Первая радиопрограмма радио «Свобода» на киргизском языке вышла в эфир 18 марта 1953 года. Первоначально вещала на коротких волнах.
С 1990 года радио «Азаттык» наняло местных корреспондентов из собственно Кыргызстана.
В 1991 года было открыто Бишкекское бюро Радио «Азаттык».
С 1992 года радиопрограммы радио «Азаттык» стали вещаться на территории Кыргызстана на УКВ, средних волнах и FM.
С мая 2005 года радио «Азаттык» начало создавать телевизионные проекты, которые выходят на Первом канале Кыргызстана.
В 2023 году правительство Кыргызстана закрыло радио «Азаттык», объяснив это нарушениями закона при освещении конфликта на киргизско-таджикской границе 2022 года. Организация Amnesty International раскритиковала это решение как «серьёзный удар по свободе слова в стране». По мнению издания Eurasianet, закрытие связано с антикоррупционными расследованиями радио «Азаттык».
Издание продолжило работать из-за рубежа.

## Руководители
- Азамат Алтай[кирг.] (1953—1975)
- Толомуш Джакыпов (1975—1984)
- Азамат Алтай (1984—1988)
- Аким Озгон[кирг.] (1989—1995)
- Салижан Жигитов (1995—1996)